# Lac Scluos
 (septembre 2019).
Si vous disposez d'ouvrages ou d'articles de référence ou si vous connaissez des sites web de qualité traitant du thème abordé ici, merci de compléter l'article en donnant les références utiles à sa vérifiabilité et en les liant à la section « Notes et références ».
Le lac Scluos est situé dans le massif du Mercantour, à 2 132 m d'altitude, sur la commune de Valdeblore, dans le département des Alpes-Maritimes.

## Accès
À proximité du hameau de Mollières, Le lac Scluos est accessible aux randonneurs depuis le col de Salèse, à l'écart du chemin menant au col Mercière.